# Contre-la-montre masculin des juniors aux championnats du monde de cyclisme sur route 2016
Navigation
Richmond 2015 Bergen 2017
Le contre-la-montre masculin des juniors aux championnats du monde de cyclisme sur route 2016 a eu lieu le 11 octobre 2016 à Doha, au Qatar.
Le titre est remporté par l'Américain Brandon McNulty, qui parcourt les 28,9 km en 34 min 42 s. Il devance le Danois Mikkel Bjerg de 35 secondes et l'Américain Ian Garrison de 53 secondes.

## Classement
| Rang        | Coureur                    | Pays              | Temps            |
| ----------- | -------------------------- | ----------------- | ---------------- |
| 1           | Brandon McNulty            | États-Unis        | 34 min 42 s 29   |
| 2           | Mikkel Bjerg               | Danemark          | + 35 s 18        |
| 3           | Ian Garrison               | États-Unis        | + 53 s 08        |
| 4           | Julius Johansen            | Danemark          | + 1 min 2 s 55   |
| 5           | Ruben Apers                | Belgique          | + 1 min 24 s 05  |
| 6           | Iver Knotten               | Norvège           | + 1 min 32 s 99  |
| 7           | Awet Habtom                | Érythrée          | + 1 min 40 s 02  |
| 8           | Marc Hirschi               | Suisse            | + 1 min 43 s 70  |
| 9           | Jaka Primožič              | Slovénie          | + 1 min 53 s 95  |
| 10          | Jarno Mobach               | Pays-Bas          | + 2 min 0 s 53   |
| 11          | Robert Stannard            | Nouvelle-Zélande  | + 2 min 2 s 42   |
| 12          | Alastair Christie-Johnston | Australie         | + 2 min 8 s 12   |
| 13          | Luis Villalobos            | Mexique           | + 2 min 8 s 53   |
| 14          | Maccie Carter              | Australie         | + 2 min 16 s 00  |
| 15          | Íñigo Elosegui             | Espagne           | + 2 min 19 s 23  |
| 16          | Nils Eekhoff               | Pays-Bas          | + 2 min 36 s 63  |
| 17          | Michel Ries                | Luxembourg        | + 2 min 39 s 81  |
| 18          | Jasper Philipsen           | Belgique          | + 2 min 41 s 26  |
| 19          | Nik Čemažar                | Slovénie          | + 2 min 42 s 08  |
| 20          | Harry Sweeny               | Australie         | + 2 min 42 s 49  |
| 21          | Jason Oosthuizen           | Afrique du Sud    | + 2 min 45 s 97  |
| 22          | Igor Chzhan                | Kazakhstan        | + 2 min 46 s 70  |
| 23          | Andreas Leknessund         | Norvège           | + 2 min 49 s 01  |
| 24          | Nickolas Zukowsky          | Canada            | + 2 min 51 s 71  |
| 25          | Bastian Flicke             | Allemagne         | + 2 min 51 s 92  |
| 26          | João Almeida               | Portugal          | + 2 min 57 s 93  |
| 27          | Alexander Konychev         | Italie            | + 2 min 58 s 36  |
| 28          | Batsaikhan Tegshbayar      | Mongolie          | + 2 min 59 s 39  |
| 29          | Veljko Stojnić             | Serbie            | + 3 min 0 s 80   |
| 30          | Ilya Gorbushin             | Kazakhstan        | + 3 min 11 s 87  |
| 31          | Richard Banusch            | Allemagne         | + 3 min 12 s 15  |
| 32          | Alessandro Covi            | Italie            | + 3 min 13 s 93  |
| 33          | Barnabás Peák              | Hongrie           | + 3 min 14 s 69  |
| 34          | Alexys Brunel              | France            | + 3 min 14 s 92  |
| 35          | Stefan Bissegger           | Suisse            | + 3 min 17 s 68  |
| 36          | Richard Holec              | Tchéquie          | + 3 min 18 s 25  |
| 37          | Florentin Lecamus-Lambert  | France            | + 3 min 20 s 14  |
| 38          | Markus Wildauer            | Autriche          | + 3 min 27 s 86  |
| 39          | Filip Maciejuk             | Pologne           | + 3 min 30 s 85  |
| 40          | Adrián Bustamante          | Colombie          | + 3 min 34 s 29  |
| 41          | Clément Davy               | France            | + 3 min 39 s 49  |
| 42          | Ronan Tuomey               | Irlande           | + 3 min 39 s 89  |
| 43          | Xeno Young                 | Irlande           | + 3 min 40 s 72  |
| 44          | James Fouche               | Nouvelle-Zélande  | + 3 min 49 s 46  |
| 45          | Daniel Viegas              | Portugal          | + 3 min 54 s 48  |
| 46          | Nikita Shcherbun           | Russie            | + 4 min 6 s 62   |
| 47          | Daniil Nikulin             | Ukraine           | + 4 min 8 s 29   |
| 48          | Halil Ibrahim Dilek        | Turquie           | + 4 min 8 s 81   |
| 49          | Vladyslav Shcherban        | Ukraine           | + 4 min 11 s 71  |
| 50          | Damean Oosthuizen          | Afrique du Sud    | + 4 min 15 s 52  |
| 51          | Stanislav Koniaev          | Russie            | + 4 min 16 s 59  |
| 52          | Hamza Mansouri             | Algérie           | + 4 min 19 s 66  |
| 53          | Jakub Otruba               | Tchéquie          | + 4 min 19 s 97  |
| 54          | Marco Friedrich            | Autriche          | + 4 min 21 s 57  |
| 55          | Onur Turgut                | Turquie           | + 4 min 32 s 61  |
| 56          | Raphaël Kockelmann         | Luxembourg        | + 4 min 34 s 20  |
| 57          | Vadim Pronskiy             | Kazakhstan        | + 4 min 38 s 69  |
| 58          | Simon Musie                | Érythrée          | + 4 min 40 s 08  |
| 59          | Kristers Ansons            | Lettonie          | + 4 min 43 s 45  |
| 60          | Abdelraouf Bengayou        | Algérie           | + 4 min 50 s 05  |
| 61          | Ognjen Ilić                | Serbie            | + 4 min 55 s 72  |
| 62          | Ayumu Watanabe             | Japon             | + 5 min 20 s 13  |
| 63          | Ebrahim Hajizadehasl       | Iran              | + 5 min 22 s 75  |
| 64          | Matthew Staples            | Canada            | + 5 min 28 s 16  |
| 65          | Tyler Cole                 | Trinité-et-Tobago | + 5 min 35 s 53  |
| 66          | Saad Alsaadi               | Bahreïn           | + 5 min 44 s 78  |
| 67          | Jean Paul René Ukiniwabo   | Rwanda            | + 5 min 48 s 23  |
| 68          | Mikayil Safarli            | Azerbaïdjan       | + 5 min 55 s 79  |
| 69          | Sha Sheng                  | Chine             | + 5 min 58 s 56  |
| 70          | Phan Hoàng Thái            | Viêt Nam          | + 6 min 3 s 79   |
| 71          | Lao Long San               | Macao             | + 6 min 28 s 45  |
| 72          | Keitaro Sawada             | Japon             | + 6 min 44 s 33  |
| 73          | Abdulaziz Alkhuwaytim      | Arabie saoudite   | + 6 min 59 s 05  |
| 74          | Thanakhan Chaiyasombat     | Thaïlande         | + 7 min 7 s 14   |
| 75          | Karim Shiraliyev           | Azerbaïdjan       | + 7 min 17 s 13  |
| 76          | Abderahim Amari            | Algérie           | + 7 min 31 s 72  |
| 77          | Chi Son Ieong              | Macao             | + 7 min 41 s 46  |
| 78          | Yu Benneng                 | Chine             | + 8 min 2 s 57   |
| 79          | Tamaz Tsereteli            | Géorgie           | + 9 min 21 s 14  |
| 80          | Jair Kelly                 | Aruba             | + 9 min 24 s 36  |
| 81          | Abdullah Alrashdi          | Arabie saoudite   | + 9 min 48 s 12  |
| 82          | Noofal Al Habsi            | Oman              | + 10 min 3 s 02  |
| 83          | Tomás Contte               | Argentine         | + 10 min 13 s 02 |
| Non partant | Farhan Al Farizi           | Qatar             | —                |
| Non partant | Gassem Hassan              | Qatar             | —                |